# Coari
Coari es un municipio de Brasil, perteneciente al estado de Amazonas.

## Geografía
La ciudad está situada a orillas del río Solimões, entre el lago de Mamiá y el lago de Coari. El municipio limita con los municipios de Anori, Tapauá, Tefé y Codajás. Se encuentra a 363 km de Manaus.
En la herencia del municipio hay multitud de tribus indias: Catuxy, Jurimauas, pasos, Irijus, Jumas, Purus, Solimões, Uaiupis, Uamanis y Uaupés.

## Historia
En el año 1759 la aldea es elevada a la categoría de lugar con el nombre de Alvelos. El 2 de diciembre de 1874 pasa a la categoría de villa y el 2 de agosto de 1932 obtiene la categoría de ciudad.

## Toponimia
Su nombre viene al parecer de un vocablo nheengatu que significa "pequeño hueco" aunque hay quien asegura que su origen está en una palabra quechua que quiere decir "río de oro".

## Eventos
- Festival Folclórico (2ª quincena de junio).
- Aniversario de la ciudad (1 y 2 de agosto).
- Feria de la cultura (3 de agosto).
- Festival de música popular de Coari (24-26 de octubre).
- Fiesta del Gas natural y de la Banana (1ª quincena de diciembre).

## Turismo
Entre los principales lugares turísticos de la ciudad destacan:
- Iglesia de Santana, construida a principios de siglo y que conserva su estructura original
- Busto de mármol de Silvério José da Silva Néri